# Роббінс (Каліфорнія)
Роббінс (англ. Robbins) — переписна місцевість (CDP) в США, в окрузі Саттер штату Каліфорнія. Населення — 347 осіб (2020).

## Географія
Роббінс розташований за координатами 38°52′1″ пн. ш. 121°42′26″ зх. д. / 38.86694° пн. ш. 121.70722° зх. д. (38.866948, -121.707092).  За даними Бюро перепису населення США в 2010 році переписна місцевість мала площу 6,74 км², з яких 6,72 км² — суходіл та 0,02 км² — водойми.

## Демографія
Згідно з переписом 2010 року, у переписній місцевості мешкали 323 особи в 107 домогосподарствах у складі 79 родин. Густота населення становила 48 осіб/км².  Було 116 помешкань (17/км²).
Расовий склад населення:
| - 64,4 % — білих - 2,8 % — корінних американців - 1,5 % — азіатів - 29,1 % — осіб інших рас |

До двох чи більше рас належало 2,2 %. Частка іспаномовних становила 56,0 % від усіх жителів.
За віковим діапазоном населення розподілялося таким чином: 26,6 % — особи молодші 18 років, 65,0 % — особи у віці 18—64 років, 8,4 % — особи у віці 65 років та старші. Медіана віку мешканця становила 36,2 року. На 100 осіб жіночої статі у переписній місцевості припадало 113,9 чоловіків;  на 100 жінок у віці від 18 років та старших — 119,4 чоловіків також старших 18 років.
Середній дохід на одне домашнє господарство  становив 36 953 долари США (медіана — 27 583), а середній дохід на одну сім'ю — 50 415 доларів (медіана — 40 000). За межею бідності перебувало 46,7 % осіб, у тому числі 70,6 % дітей у віці до 18 років та 20,0 % осіб у віці 65 років та старших.
Цивільне працевлаштоване населення становило 172 особи. Основні галузі зайнятості: сільське господарство, лісництво, риболовля — 44,8 %, освіта, охорона здоров'я та соціальна допомога — 19,8 %, роздрібна торгівля — 12,2 %, транспорт — 7,6 %.